# 메르세데스-벤츠 EQS SUV
메르세데스-벤츠 EQS SUV(영어: Mercedes-Benz EQS SUV)는 메르세데스-벤츠에서 생산 중인 배터리 전기식 풀사이즈 럭셔리 크로스오버 SUV이다. EQS 리프트백의 SUV 대응물인 GLS의 배터리 전기 버전으로 포지셔닝된다. EQS, EQE 세단에 이어 전기차 전용 아키텍처를 기반으로 하는 세 번째 모델이며, 3열 좌석을 옵션으로 제공한다.

## 개요
2022년 4월 19일에 공개되었다.EQS 450, EQS 450 4MATIC 및 EQS 580 4MATIC의 세 가지 버전이 제공된다. EQS 450의 모터는 최대 출력이 265 kW (360 PS; 355 hp)이고 최대 토크 (800 N⋅m)의 568 N·m (%s)를 생성한다. EQS 580 SUV는 최대 400 kW (544 PS; 536 hp)의 결합 출력을 생성하고 858N⋅m의 최대 토크를 제공하는 보다 강력한 듀얼 모터로 구동된다.
이 차량은 계기판, 인포테인먼트 화면 및 차량 대시보드를 가로질러 달리는 승객용 디스플레이를 포함하는 대형 56인치 MBUX 하이퍼스크린 시스템을 받았다.슬라이딩 선루프가 있는 1열과 2열 시트의 헤드룸은 1,034 mm (40.7 in)이다.

## 모델
사양에는 다음이 포함되어 있다.
| 모델명             | 연식        | 최고출력                | 최대토크            | 배터리 용량 전체/사용 가능한 시간 [kWh | 드라이브 트레인 | 0–100 km/h (0–62 mph) | 최고 속도 | Max. Range (WLTP) | Range (EPA) |
| ------------------ | ----------- | ----------------------- | ------------------- | -------------------------------------- | --------------- | --------------------- | --------- | ----------------- | ----------- |
| EQS SUV 450+       | 2022년~현재 | 265 kW (360 PS; 355 hp) | 568 N·m (419 lb·ft) | 120/107.8                              | RWD             |                       |           | 660 km (410 mi)   |             |
| EQS SUV 450 4MATIC | 2022년~현재 | 265 kW (360 PS; 355 hp) | 800 N·m (590 lb·ft) | 120/107.8                              | 4WD             |                       |           | 613 km (381 mi)   |             |
| EQS SUV 580 4MATIC | 2022년~현재 | 400 kW (544 PS; 536 hp) | 858 N·m (633 lb·ft) | 120/107.8                              | 4WD             |                       |           | 613 km (381 mi)   |             |